# 那珂郵便局
那珂郵便局（なかゆうびんきょく）は茨城県那珂市にある郵便局。民営化前の分類では集配普通郵便局であった。

## 概要
住所：〒311-0199 茨城県那珂市菅谷167-7

## 沿革
- 1874年（明治7年） - 菅谷（すがや）郵便取扱所として開設[1]。
- 1875年（明治8年）1月1日 - 菅谷郵便局（五等）となる。
- 1879年（明治12年） - 為替取扱を開始。
- 1880年（明治13年） - 貯金取扱を開始。
- 1888年（明治21年）4月30日 - 為替取扱を廃止。
- 1890年（明治23年）7月16日 - 為替取扱を再開。
- 1897年（明治30年）2月16日 - 菅谷郵便電信局となる。
- 1903年（明治36年）4月1日 - 通信官署官制の施行に伴い菅谷郵便局となる。
- 1957年（昭和32年）2月20日 - 芳野郵便局から電話交換事務の取扱を移管[2]。
- 1969年（昭和44年）2月18日 - 芳野郵便局から和文電報配達事務の取扱を移管。同日、電話交換業務を水戸電報電話局に移管。
- 1987年（昭和62年）10月26日 - 那珂郵便局に改称。同日、額田郵便局から集配業務を移管。
- 1988年（昭和63年）8月1日 - 特定郵便局から普通郵便局に局種別改定。
- 1993年（平成5年）5月30日 - 芳野郵便局の廃止に伴い、取扱事務を承継。
- 2000年（平成12年）8月14日 - 外国通貨の両替および旅行小切手の売買に関する業務取扱を開始。
- 2006年（平成18年）10月16日 - 瓜連郵便局から集配業務を移管[3]。
- 2007年（平成19年）10月1日 - 民営化に伴い、併設された郵便事業那珂支店に一部業務を移管。
- 2012年（平成24年）10月1日 - 日本郵便株式会社発足に伴い、郵便事業那珂支店を那珂郵便局に統合。

## 取扱内容
- 郵便、印紙、ゆうパック、内容証明
- 貯金、為替、振替、振込、国際送金、国債、投資信託
- 生命保険、バイク自賠責保険、自動車保険、がん保険、引受条件緩和型医療保険
- ゆうちょ銀行ATM
- 那珂市内および常陸大宮市内の一部の集配業務
- ゆうゆう窓口

## 周辺
- 那珂市役所
- 一の関ため池親水公園
- なか健康センター
- 国道349号

## アクセス
- JR水郡線 上菅谷駅から徒歩約14分
- 那珂市福祉循環バス 那珂郵便局停留所下車
- 常磐自動車道 那珂ICから北東へ約2.5km
- 駐車場あり：13台